# Мышкувский повет
Мышкувский повят (пол. Powiat myszkowski)  —  повят (район) в Польше, входит как административная единица в Силезское воеводство. Центр повята  —  город Мышкув. Занимает площадь 478,62 км². Население — 71 870 человек (на 30 июня 2015 года).

## Административное деление
- города: Мышкув, Козегловы, Жарки
- городские гмины: Мышкув
- городско-сельские гмины: Гмина Козегловы, Гмина Жарки
- сельские гмины: Гмина Негова, Гмина Порай

## Демография
Население повята дано на 30 июня 2015 года.
| Перепись            | Всего  | Мужчины | Женщины |
| ------------------- | ------ | ------- | ------- |
|                     | чел.   | чел.    | чел.    |
| Всего               | 71 870 | 34 829  | 37 041  |
| Городское население | 39 368 | 18 934  | 20 434  |
| Сельское население  | 32 502 | 15 895  | 16 607  |

## Достопримечательности
- Боболицкий замок